# 蒲石河
蒲石河，位于中华人民共和国辽宁省丹东市宽甸满族自治县的一条河流，是鸭绿江右岸支流，发源于大川头镇以北四方顶山西南麓，蜿蜒向南流，经龙头村、红光村、圈场子村、石湖沟乡老道排村、青椅山镇梨树园子村、杨木川镇土城子村、白鹭村、金坑村、长甸镇小孤山村、古楼子乡砬子沟村等地，最后于古楼子乡政府驻地以东汇入鸭绿江。河流全长126.4千米，流域面积1168.55平方千米，河道平均比降2.46‰，年均径流量7.52亿立方米。蒲石河属于山区河流，两岸山峦重叠，森林茂密，水质优良。富水力资源，干流上已建成9座水电站，总装机容量9894千瓦。